# Květy (hudební skupina)
Květy jsou brněnská alternativní hudební skupina, čerpající z mnoha hudebních žánrů (rock, folk, blues, šanson, jazz, world music, hip hop aj.).

## Historie
Kapelu Květy v roce 1993 založili na základní škole Martin E. Kyšperský, Pavel Brychta, Michal Navrátil a Michal Komorný. Po pětileté nečinnosti přibrali do kapely zpěvačku, houslistku a výtvarnici Martu Svobodovou (Budoár staré dámy, Furré) a cellistu Martina Růžičku. Po dvou vlastním nákladem vydaných albech O červené karkulce a Palouček (cena posluchačů Freemusic za nejlepší demo roku 2001) přichází namísto Michala Navrátila (dnes kapela Dítě) bubeník a multiinstrumentalista Aleš Pilgr. Po třetím albu Daleko hle dům kapelu opouští Marta Svobodová, s kapelou však spolupracuje i nadále. Na prvním oficiálním albu Jablko jejího peří hostovala cellistka a zpěvačka Dorota Barová (Tara Fuki) či houslistka Dorothea Kellerová a deska získala nominaci na cenu Anděl v kategorii alternativní hudba; její následovník Kocourek a horečka již tuto cenu obdržel. Martina Růžičku mezitím vystřídal baskytarista Ondřej Čech, stálým spolupracovníkem skupiny se stal fotograf a výtvarník Petr Hegyi a kapela od té doby hojně koncertuje v zahraničí (Rakousko, Srbsko, Polsko či Francie). Na kompilaci Brno - město básníků se Květy podílejí zhudebněním básně Zdeňka Kriebla Malé proměny. Koncem roku 2007 sestavu Květů rozšiřuje Albert Novák a v únoru 2008 vychází album Střela zastavená v jantaru, na níž se podílejí i klávesista Milan Nytra (Buty), trumpetista Michal Gera (Michal Gera Band, ASPM Jana Spáleného) nebo na varhany Ondřej Kyas (Ensemble Opera Diversa).
Od září 2016 hrají Květy v nové sestavě: odešli basák Ondřej Čech a houslista Albert Novák, přišel Ondřej Kyas. V roce 2017 vydali nové album Komik do půl osmé a pracují na hudbě k filmu Na krátko, je to pro ně první takto velká práce na filmu.Kyšperský skládá i několik písní pro seriál Svět pod hlavou.
V roce 2019 přišel do kapely nový bubeník Jakub Kočička, Aleš Pilgr začal hrát na elektrický kontrabas a Ondřej Kyas, který hrával basovou linku na klávesy, může hrát na kytaru, kapela tak má dvě kytary a rockovější zvuk. Prvním albem nahraným v této sestavě je album Květy Květy (2020). 
Po čtyřleté etapě se původní bubeník Aleš Pilgr opět přesouvá od kontrabasu zpět k bicím. Z kapely proto odchází Jakub Kočička a místo něj je angažován Jiří Habarta (Ghost of you), aby se stal novým baskytaristou/klávesákem. Jiří se stává také producentem alba "41 minut", které vychází v roce 2024.

## Kritika
Hudební publicistky a publicisté na Květech oceňují zejména netradiční nástrojové vybavení a skladatelské postupy, kontrastní používání jemných a syrových, respektive akustických a elektr(on)ických ploch, poetické, mnohovýznamové texty, naléhavý zpěv, energický a vtipný koncertní projev nebo originálně výtvarně řešené buklety.[zdroj⁠?!]

## Současná sestava

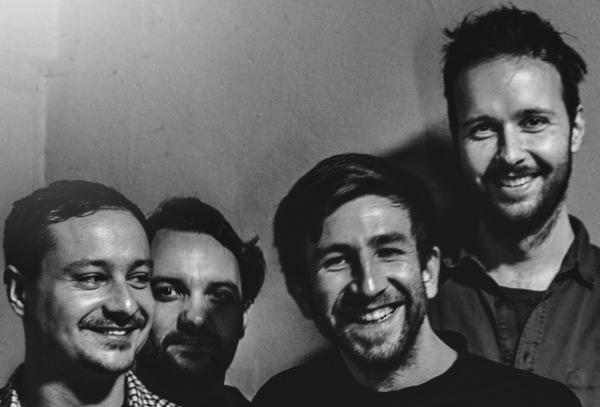
Sestava kapely v letech 2007 – 2016

- Martin E. Kyšperský, texty a hudba, zpěv, kytary, mandolína aj.
- Aleš Pilgr, bicí
- Ondřej Kyas, kytara, klávesy
- Jiří Habarta, basa, klávesy

## Diskografie
Alba
- O červené Karkulce (vlastní náklad, 2000)
- Palouček (vlastní náklad, 2001)
- Daleko hle dům (vlastní náklad, 2003)
- Jablko jejího peří (Indies, 2004)
- Kocourek a horečka (Indies Scope, 2006)
- Střela zastavená v jantaru (Indies Scope, 2008)
- Myjau (Indies Scope, 2009) – CD i LP
- Dokud běžíš / Dopis španělské princezně (gramosingl, 2009)
- V čajové konvici (Indies Scope, 2011)
- Fagi EP (gramofonové EP, vlastní náklad, 2011)
- Broňa session (MC, vlastní náklad, 2012)
- Bílé včely (Indies Scope, 2012)
- Miláček slunce (Indies Scope, 2015)
- Copak můžu svojí milý mámě říct (Polí5, 2016)
- Komik do půl osmé (Indies Scope, 2017)
- Spí vánoční pták (Polí5, 2017)
- projekt YM: Lorenzovi hoši (Polí5, 2018)
- projekt YM: Japonec (Polí5, 2018)
- Květy Květy (Indies Scope, 2020)
- Starý kortykoid (Polí5, 2022)
- 41 minut (Polí5, 2024)

Kompilace
- Brno – město básníků (Indies MG, 2007) – Malé proměny (text: Zdeněk Kriebel)
- Ztracený ve světě: A Tribute to Oldřich Janota (Indies Scope, 2009) – Žlutý kopec
- For Semafor (Klíče, 2009) – Oči sněhem zaváté
- Bongo BonBoniéra (Indies Scope, 2010) – Medvídek (zpívá Jana Kaplanová)
- Brzo na mě přijde řada (2011) – Právě tady
- Bongo BomBarďák (2011) – Zlatá horečka
- Mňága a Žďorp: Dáreček (2012) – Ve skutečnosti
- Zpívající břidlice, 2014 – Horníci
- Sbohem a řetěz, 2015 – Volá mi známá
- Bazarem proměn: A Tribute to Vladimír Mišík, 2015 – Návštěvní den
- Jiná hudba pro Kocoura Vavřince, 2017 – Knihovnička Kocoura Vavřince
- Létající peřina 2018 – Něco by se mělo stát (s Martinou Trchovou)

Videoklipy
- Pasáček ovcí (2005, r. Petr Hegyi)
- Cirkus (2008, r. Pavla Kačírková)
- Zvíře, nebo sebe a zvíře (2008, r. Magdalena Hrubá a Markéta Lisá)
- Malé proměny (2009, r. Pavla Kačírková)
- Medvídek (2010, Pavla Kačírková a Martin Evžen Kyšperský)
- Tulák (2010, r. Pavla Kačírková)
- Nejtišší kapela (2011, r. Pavla Kačírková)
- Kpt. Lžičko (2011, Martin Smékal)
- Pole, tráva a činžáky (2013, r. Jan Fuksa)
- My děti ze stanice Bullerbyn (2013, r. Pavla Kačírková)
- V jezeře mléka a mlhy (2016, r. Jan Fuksa)
- Město (2016, r. Jan Fuksa)
- Robot (2020, r. Jan Fuksa)

Ostatní
- Sólo má dobrá nálada (2016, v seriálu Svět pod hlavou)
- Já tě vítám (2016, v seriálu Svět pod hlavou)
- Láska je zboží tuzexový (2016, v seriálu Svět pod hlavou)
- K tanci soudruhům (2016, v seriálu Svět pod hlavou)

## Ocenění
- Anděl v kategorii alternativní hudba: 3× (alba Kocourek a horečka, Myjau a Miláček slunce)
  - nominace: Jablko jejího peří, Bílé včely
- Vinyla: Bílé včely
  - nominace: Miláček slunce, Květy Květy